# Jukung

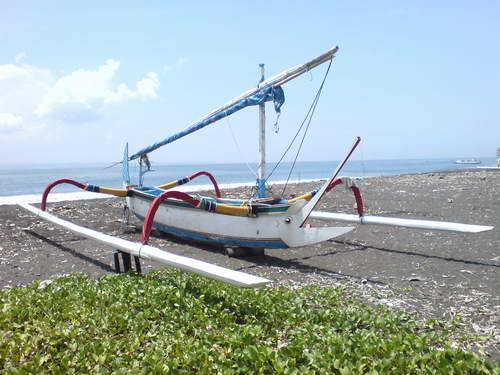
Jukung balinais

Un jukung est un petit voilier de pêche traditionnel indonésien. Le plus connu est le jukung balinais. On le trouve également à Madura.
Le jukung est équipé de balanciers et d'une voile latine (triangulaire).

## LaGreat Jukung Race
À la fin des années 1980 avait eu lieu une course de plus de 1 000 milles en jukung, de Bali à Darwin en Australie, traversant la mer de Timor. 9 équipages y avaient participé.
«  En 1989, Cette course expédition The Great Jukung Race, va tenter de prouver la transmigration des Austronésiens de l’Indonésie vers l’Australie, entre 8 000 et 10 000 ans avant le Christ, sur des embarcations du type Jukung. Les Jukungs balinaises, pirogues à balanciers, de 45 cm. de large et d’environ 5,80 m. de long, sont taillées dans le tronc d’un arbre qui pousse dans la forêt, là, juste au-dessus. Neuf couples de neuf pays différents, vont avoir à parcourir 1480 Miles (2 675 km) en 48 jours à travers les îles indonésiennes de Nusa Tenggara, îles qui se situent entre Bali et l’Est de  l’île de Timor.  Suivra de la traversée de la mer d’Arafura, jusqu’aux îles australiennes de Bathurst et de Melville et pour finir à Darwin.
Ce jour-là, à Bali, Bob Hobman et Liliane nous dirent : - Nous cherchons le couple qui devra représenter la France, cela vous intéresse-t-il ? 
Ma goélette venait de sombrer dans les eaux  balinaises, alors j'ai bondi sur l'occasion. Je m'appele Jean-Pierre Mercier et ma compagne Poussinette. Nous sommes ce couple qui représenta la France lors de cette expédition. Un livre doit sortir sous peu. »